# Wassiou Oladipupo
Wassiou Okalawom Oladipupo (ur. 17 grudnia 1983 w Abomey) – beniński piłkarz grający na pozycji pomocnika.

## Kariera klubowa
Karierę piłkarską Oladipupo rozpoczął w klubie JS Pobè. W 2002 roku zadebiutował w jego barwach w pierwszej lidze benińskiej. W 2003 roku przeszedł do AS Dragons i w tamtym roku wywalczył z nim mistrzostwo Beninu. W 2004 roku przeszedł do libijskiego Olympic Azzaweya, a w 2005 roku został zawodnikiem algierskiego JS Kabylie. W 2006 i 2008 roku został z JS Kabylie mistrzem Algierii. W 2008 roku rozwiązał kontrakt z klubem i stał się wolnym zawodnikiem.

## Kariera reprezentacyjna
W reprezentacji Beninu Oladipupo zadebiutował w 2002 roku. W 2004 roku był w kadrze Beninu na Puchar Narodów Afryki 2004 i wystąpił na nim we 2 meczach: z Republiką Południowej Afryki (0:2) i z Nigerią (1:2). W 2008 roku w Pucharze Narodów Afryki 2008 rozegrał 1 spotkanie, z Mali.